# Gamkaralahalli, Madhugiri
Gamkaralahalli là một làng thuộc tehsil Madhugiri, huyện Tumkur, bang Karnataka, Ấn Độ.